# Túpolev 135
La Túpolev 135 fue una designación que se utilizó para dos proyectos diferentes de bombarderos estratégicos en la Unión Soviética a finales de la década de 1950 y principios de la de 1960, ninguno de los cuales progresó más allá de la mesa de dibujo.

## Diseño y desarrollo
El primero, propuesto en 1958, era un derivado del Túpolev Tu-95 que transportaría un misil de crucero de largo alcance y que se basaría en los misiles Tsybin RS (S-30), Túpolev 100 o Túpolev 113. Se estimó que la combinación tenía un alcance total de aproximadamente 4000 km.
Dos años más tarde, se concibió la segunda versión del '135' como un bombardero de interdicción supersónico propulsado por una variedad de motores en muchas configuraciones, incluido un bombardero de propulsión nuclear. El diseño se basó en un ala delta con canard, similar al North American XB-70A Valkyrie, con góndolas de motores turbofán Kuznetsov NK-6 emparejadas debajo de cada ala y un único y gran empenaje. Las armas habrían sido en gran medida misiles, tal como fueron diseñados, para la interdicción marítima, así como para la interdicción de largo alcance de la logística enemiga. El diseño evolucionó constantemente y le proporcionó a Túpolev una valiosa experiencia que ayudaría en el diseño posterior de los bombarderos Túpolev Tu-22M y Tu-160.
El desarrollo posterior del '135' se suspendió cuando el Sukhoi T-4 se convirtió en el resultado favorito de los esfuerzos de diseño a principios de la década de 1960, así como el alto coste estimado del '135'. Las variantes estudiadas incluyeron: el avión de ataque/interdicción marítima 135K; el avión de transporte supersónico (SST) 135P; una variante de reconocimiento con cámaras y equipo ELINT.

## Especificaciones (estimadas)
Referencia datos: globalsec, OKB Tupolev

### Características generales
- Tripulación: Cuatro
- Longitud: 50,7 m (166,3 ft)
- Envergadura: 34,8 m (114,2 ft)
- Altura: 10,7 m (35,1 ft)
- Superficie alar: 417 m² (4488,7 ft²)
- Peso cargado: 175 000 kg (385 700 lb)
- Peso máximo al despegue: 205 000 kg (451 820 lb)
- Planta motriz: 4× turbofán DTRD NC-6.  
  - Empuje con postquemador: 105 kN (10 707 kgf; 23 605 lbf) de empuje cada uno.

### Rendimiento
- Velocidad máxima operativa (Vno): 3000 km/h (1864 MPH; 1620 kt)
- Velocidad crucero (Vc): 2650 km/h (1647 MPH; 1431 kt)
- Alcance: 7800 km (4212 nmi; 4847 mi) a 8000 km a velocidad supersónica y gran altura (6000 km a baja altitud)
- Techo de vuelo: 19 000 m (62 336 ft)

### Armamento
- Misiles: (cargas alternativas)

  - 4-6x Raduga Kh-22
  - 2-4x Kh-45
  - 2-4x misil balístico
  - 4-6x misil aire-aire

## Aeronaves relacionadas

### Aeronaves similares
- XB-70 Valkyrie
- Sukhoi T-4

### Secuencias de designación
- Secuencia Tu-_ (interna de Túpolev): ← Tu-130 - Tu-131 SAM - Tu-134 - Tu-135 - Tu-138 - Tu-139 - Tu-142 →